# Конрад Газе
Конрад Людвіг Бенно Газе (нім. Konrad Ludwig Benno Haase; 29 серпня 1888, Дрезден — 25 січня 1963, Ганштеттен) — німецький воєначальник, генерал-лейтенант вермахту. Кавалер Німецького хреста в сріблі.

## Біографія
30 березня 1908 року вступив в Прусську армію. Учасник Першої світової війни. 20 вересня 1919 року вступив в поліцію. 9 квітня 1920 року звільнений з армії, 30 вересня 1923 року — з поліції. 15 січня 1924 року повернувся в поліцію. 15 жовтня 1935 року перейшов у вермахт і призначений командиром 1-го батальйону 11-го піхотного полку, з 1 квітня 1937 року — всього полку, з 1 грудня 1939 року — 164-ї піхотної дивізії. З 10 січня 1940 року — комендант земельної оборони Тарнова. З 10 березня 1940 року — командир 365-ї піхотної дивізії. З 1 серпня по 10 листопада 1940 року — комендант 365-ї вищої польової комендатури. З 12 листопада 1940 по 26 листопада 1942 року — командир 302-ї піхотної дивізії. Учасник битви за Дьєпп. З 20 квітня 1943 року — генерал для особливих доручень при штабі групи армій «Південь». 10 травня 1943 року захворів. Після одужання 21 червня 1843 року призначений генералом для особливих доручень при штабі групи армій «B». З 16 листопада 1943 року — генерал для особливих доручень і командир частин порядку при штабі групи армій «C». 23 травня 1945 року взятий в полон. 8 липня 1947 року звільнений.

## Звання
- Фанен-юнкер (30 березня 1908)
- Фанен-юнкер-унтерофіцер (2 жовтня 1908)
- Фенріх (4 листопада 1908)
- Лейтенант (19 серпня 1909)
- Оберлейтенант (1 грудня 1914)
- Гауптман (21 грудня 1916)
- Гауптман поліції (20 вересня 1919)
- Майор поліції (1 березня 1931)
- Оберстлейтенант поліції (1 квітня 1935)
- Оберстлейтенант (15 жовтня 1935)
- Оберст (1 квітня 1936)
- Генерал-майор (1 січня 1940)
- Генерал-лейтенант (1 січня 1942)

## Нагороди
- Залізний хрест
  - 2-го класу (20 вересня 1914)
  - 1-го класу (31 січня 1937)
- Орден Альберта (Саксонія)
  - лицарський хрест 2-го класу з мечами (24 грудня 1914)
  - лицарський хрест 1-го класу з мечами (20 травня 1917)
- Орден Заслуг (Саксонія), лицарський хрест 2-го класу з мечами (20 березня 1916)
- Почесний хрест ветерана війни з мечами
- Пам'ятна військова медаль (Австрія) з мечами
- Медаль «За вислугу років у Вермахті» 4-го, 3-го, 2-го і 1-го класу (25 років)
- Пам'ятна військова медаль (Угорщина) з мечами
- Медаль за участь у Європейській війні (1915—1918) з мечами (Третє Болгарське царство)
- Застібка до Залізного хреста
  - 2-го класу (26 вересня 1939)
  - 1-го класу (30 січня 1942)
- Хрест Воєнних заслуг 2-го і 1-го класу з мечами (30 січня 1942) — отримав 3 нагороди одночасно.
- Німецький хрест в сріблі (20 квітня 1945)